# Гравура у челику
Гравура у челику је поступак дубоке штампе чији је технички ток сличан бакрорезу али уз употребу челика као материјала за штампарску плочу. Предност гравире у челику у односу на бакрорез је у томе што омогућује финије линије и тиме прецизнији цртеж чак и у мањем формату. Гравирање плоче је дуготрајно али је због тврдоће челика тираж готово неограничен. Ова техника штампања је због тога веома привлачна за комерцијалну експлоатацију и коришћена је пре свега током 19. века за илустровање књига, репродукцију географских карата, штампање поштанских марака и хартија од вредности. До данас је ретко коришћена као уметнички медијум. Ову технику изумео је око 1820. Чарлс Хит у Енглеској.